# Prezydent Estonii
Prezydent Republiki – głowa państwa Republiki Estonii wybierana przez Riigikogu lub kolegium wyborców. Prawo do zgłaszania kandydata na urząd Prezydenta Republiki ma nie mniej niż jedna piąta członków Riigikogu. 
Na kandydata na urząd Prezydenta Republiki może być zgłoszona osoba, która uzyskała prawa obywatelskie Estonii z mocy urodzenia i ukończyła 40 lat. Prezydenta Republiki wybiera się w głosowaniu tajnym. Każdy członek Riigikogu ma jeden głos. Za wybranego uważa się kandydata, za którym głosowała większość dwóch trzecich członków Riigikogu. Jeżeli żaden z kandydatów nie uzyska wymaganej większości głosów, to następnego dnia przeprowadza się nową turę głosowania. Przed drugą turą głosowania dokonuje się ponownego zgłaszania kandydatów. Jeżeli w drugiej turze głosowania żaden z kandydatów nie otrzyma wymaganej większości głosów, to tego samego dnia przeprowadza się trzecią turę głosowania, w której występują dwaj kandydaci, którzy otrzymali największą liczbę głosów. Jeżeli Prezydent Republiki nie zostanie wybrany i w trzeciej turze głosowania, to Przewodniczący Riigikogu zwołuje w ciągu miesiąca kolegium wyborców w celu wybrania Prezydenta Republiki. Kolegium wyborców składa się z członków Riigikogu i przedstawicieli rad samorządów lokalnych. Każda rada samorządu lokalnego wybiera do kolegium wyborców co najmniej jednego przedstawiciela, który musi być obywatelem Estonii. Riigikogu przedstawia kolegium wyborców dwóch kandydatów na urząd prezydenta, którzy otrzymali największą liczbę głosów w Riigikogu. Prawo zgłaszania kandydata na urząd prezydenta ma także co najmniej dwudziestu jeden członków kolegium wyborczego. Kolegium wyborców wybiera Prezydenta Republiki większością głosów swych członków biorących udział w głosowaniu. Jeżeli w pierwszej turze głosowania żaden z kandydatów nie zostanie wybrany, to tego samego dnia przeprowadza się drugą turę głosowania, w której uczestniczą dwaj kandydaci, którzy otrzymali największą liczbę głosów. 
Prezydenta Republiki wybiera się na pięć lat. Nikt nie może zostać wybranym na urząd Prezydenta Republiki więcej niż na dwie kolejne kadencje. Wybory zwyczajne Prezydenta Republiki przeprowadza się nie wcześniej niż na sześćdziesiąt i nie później niż na dziesięć dni przed upływem kadencji Prezydenta Republiki. 
Prezydent Republiki obejmując urząd składa przed Riigikogu następującą przysięgę narodowi Estonii: "Obejmując urząd Prezydenta Republiki, ja (imię i nazwisko) uroczyście ślubuję, że będę niezłomnie bronić Konstytucji i prawa Republiki Estońskiej, że będę sprawiedliwie i bezstronnie korzystać z danej mi władzy, że będę wiernie i sumiennie wykonywać swoje obowiązki, dokładając wszystkich swych sił i umiejętności dla dobra narodu Estonii i Republiki Estońskiej". 